# Humedal Salinas de Pullally y Dunas de Longotoma
El Humedal salinas Pullally y dunas de Longotoma es un espacio natural declarado monumento nacional de la categoría Santuario de la naturaleza por el decreto número 4. Se encuentra ubicado entre las desembocaduras de los ríos Petorca y La Ligua y del estero Pullally en la provincia de Petorca de la región de Valparaíso. Inserto en el centro de Chile, cuenta con alrededor de 677 hectáreas caracterizadas por una geomorfología y condiciones climáticas que favorecen el desarrollo de ecosistemas y ambientes que sustentan una alta biodiversidad, por lo que su endemismo lo destaca como uno de los puntos más importantes en cuanto a diversidad del ecosistema de la zona costera del centro de Chile.
El Humedal Salinas de Pullally se encuentra ubicado entre la confluencia y desembocadura de los ríos Petorca y La Ligua, mientras que los campos de dunas están ubicados en la zona norte del rio Petorca. Este humedal es considerado parte de una zona denominada “bosques chilenos de invierno y lluvia valdiviana” lo que lo ha convertido en un espacio de conservación y preservación de la biodiversidad endémica, que además lo ha llevado a ubicarlo en el puesto número 34 de los «Hotspots» mundiales de biodiversidad.
Esta área acoge cerca de 110 especies de flora de las cuales 27 son endémicas, y siete se encuentran en algún estado de conservación, 156 especies de mamíferos terrestres, entre los cuales 140 son aves, 10 mamíferos, 3 anfibios y 3 reptiles. Es debido a esta alta biodiversidad y endemismo que fue declarado santuario de la naturaleza durante febrero del 2020, sumado a los recientes hallazgos arqueológicos que lo convierten en una zona de alto interés por la presencia de vestigios antropológicos patrimoniales de diferentes culturas y de distintos periodos de tiempo.